# 長沼温泉 (山形県)
長沼温泉（ながぬまおんせん）は、山形県鶴岡市にある温泉。
同名の温泉が北海道夕張郡長沼町にも存在する。ただしこちらは観光案内では平仮名表記を用いることが多い。「ながぬま温泉」を参照。

## 泉質
- ナトリウム-塩化物強塩泉
  - 源泉温度70℃
  - 蒸発残留物25590mg/kg
- 単純温泉
  - 源泉温度32℃

## 温泉街
旅館と日帰り入浴施設がそれぞれ1軒ずつ存在する。

## 歴史
開湯は1949年（昭和24年）である。石油試削中に温泉が湧出した。
日帰り入浴施設「長沼温泉ぽっぽの湯」は2000年（平成12年）4月19日にオープンした。

## アクセス
- JR羽越本線 鶴岡駅より車で約20分。
- JR羽越本線 西袋駅より西へ約3 km。